# Exeligmos
Ein Exeligmos (griechisch: ἐξελιγμός) ist ein Zeitraum von 54 Jahren und 33 Tagen, der zur Vorhersage aufeinanderfolgender Sonnenfinsternisse mit ähnlichen Eigenschaften und an ähnlichen Orten verwendet werden kann. Bei einer Sonnenfinsternis wird nach jedem Exeligmos eine Sonnenfinsternis mit ähnlichen Merkmalen an einem Ort stattfinden, der der vorherigen Finsternis nahe kommt. Bei einer Mondfinsternis wird derselbe Teil der Erde eine Finsternis sehen, die derjenigen, die einen Exeligmos vorher stattfand, sehr ähnlich ist. Der Exeligmos ist ein Finsterniszyklus, der ein dreifacher Saroszyklus ist, drei Sarosen (oder Saroi) lang, mit dem Vorteil, dass er eine fast ganzzahlige Anzahl von Tagen hat, so dass die nächste Finsternis an Orten und zu Zeiten in der Nähe der Finsternis zu sehen sein wird, die einen Exeligmos früher stattfand. Im Gegensatz dazu findet eine Sonnenfinsternis pro Saros etwa acht Stunden später am Tag oder etwa 120° westlich der Sonnenfinsternis statt, die einen Saros zuvor stattgefunden hat.
Es entspricht:
- 3 Saroszyklen
- 725,996 Drakonische Monate
- 669 Synodische Monate
- 56,996 Eklipse Jahren
- 716,976 Anomalistische Monate

Die 57 Eklipse Jahre bedeuten, dass ein Exeligmos nach einer Sonnenfinsternis (oder Mondfinsternis), ein Neumond (bzw. Vollmond) am selben Knoten in der Mondumlaufbahn, und unter diesen Umständen kann eine weitere Eklipse beobachtet werden.

## Details
Die Griechen hatten Wissen über die Exeligmos in den späten 100 v. Chr. Eine griechische Uhr, bekannt als der Mechanismus von Antikythera benutzte ein Planetengetriebe zum Vorhersagen der Daten aufeinander folgender Exeligmos.
Der Exeligmos ist 669 Synodische Monate (jeder Eklipsen Zyklus muss eine Ganzzahl an Synodischen Monaten sein), fast exakt 726 Drakonische Monate (was sicherstellt, dass Sonne und Mond in einer Reihe stehen), und gleichzeitig fast genau 717 Anomalistische Monate (was bedeutet, dass der Mond sich am gleichen Punkt im elliptischen Orbit befindet). Die ersten zwei Faktoren bedeuten, dass es eine lange Eklipse Serie ist, während letzterer für die Ähnlichkeit der Eklipsen innerhalb einer Exeligmos verantwortlich ist. Die Tatsache, dass die Anzahl der Anomalistischen Monate fast eine Ganzzahl ist, bedeutet, dass der Scheinbare Durchmesser vom Mond sich von einer Eclipse zur nächsten nur minimal ändert. Durch die fast ganze Zahl an Tagen zwischen aufeinanderfolgender Eklipsen in der Serie, erscheinen diese zeitlich nah beieinander. Die Längen- und Breitengrade können sich jedoch signifikant ändern, da der Exeligmos mehr als einen Monat länger ist als ein Kalenderjahr, und der Gamma erhöht/verringert sich, da der Exeligmos ca. 3 Stunden kürzer ist als ein Drakonischer Monat. Der scheinbare Durchmesser der Sonne änder sich innerhalb eines Monats auch signifikant, welches die Länge und Breite der Eklipse beeinflusst.

### Sonnen Exeligmos Beispiel
Hier ist ein Vergleich von zwei Ringförmigen Sonnenfinsternissen eine Exeligmos getrennt:
| | 20. Mai 1966         | 21. Juni 2020         |
| --- | -------------------- | --------------------- |
| Pfad Karte (Ringförmige Finsternis in rot) (Hellblaue Linien sind jeweils 0%, 20%, 40%, 60% und 80% verdeckung) |                      |                       |
| Dauer | 0 Minuten 5 Sekunden | 0 Minuten 38 Sekunden |
| Max Breite Ringfinsternis Pfad                                                                                  | 3 Kilometer          | 21 Kilometer          |
| Breitengrad der größten Finsternis                                                                              | 39° Nord             | 31° Nord              |
| Zeit der größten Finsternis (UTC)                                                                               | 09:38                | 06:40                 |

### Mond Exeligmos Beispiel
Hier ist ein Vergleich von zwei totalen Mondfinsternissen eine Exeligmos getrennt:
|                                                                        | 30. Dezember 1963 | 31. Januar 2018 |
| ---------------------------------------------------------------------- | ----------------- | --------------- |
| Pfad Karte                                                             |                   |                 |
| Sichtbarkeit (Seite der erde von welcher die Finsterniss sichtbar war) |                   |                 |
| Dauer (Teilfinsterniss)                                                | 204 Minuten       | 203 Minuten     |
| Time of greatest eclipse (UTC)                                         | 11:06             | 13:29           |

## Beispiel Serie eines solar Exeligmos
Exeligmos Tabelle aus dem 136ten Sonnen Saros. Jede der Sonnenfinsternisse erschien ungefähr an den gleichen Längengraden, doch bewegte sich ca. 5-15 grad in Breite mit jedem Zyklus.
| Saros | Member | Datum              | Zeit (Größte) UTC | Typ       | Position Breite,Länge | Gamma   | Mag.   | Breite (km) | Dauer (min:sec) | Ref |
| ----- | ------ | ------------------ | ----------------- | --------- | --------------------- | ------- | ------ | ----------- | --------------- | --- |
| 136   | 3      | 5. Juli 1396       | 19:37:40          | Teilweise | 63.9S 147.2W          | -1.3568 | 0.3449 |             |                 |     |
| 136   | 6      | 7. August 1450     | 16:48:49          | Teilweise | 61.8S 132.8W          | -1.1286 | 0.756  |             |                 |     |
| 136   | 9      | 8. September 1504  | 15:12:15          | Ring      | 55.3S 102.6W          | -0.9486 | 0.9924 | 83          | 0m 32s          |     |
| 136   | 12     | 11. Oktober 1558   | 14:58:55          | Ring      | 56.5S 90.3W           | -0.8289 | 0.9971 | 18          | 0m 12s          |     |
| 136   | 15     | 22. November 1612  | 16:04:35          | Hybrid    | 65.7S 98.4W           | -0.7691 | 1.0002 | 1           | 0m 1s           |     |
| 136   | 18     | 25. Dezember 1666  | 17:59:16          | Hybrid    | 71.6S 98.3W           | -0.7452 | 1.0058 | 30          | 0m 24s          |     |
| 136   | 21     | 27. Januar 1721    | 20:05:11          | Total     | 64S 102.4W            | -0.7269 | 1.0158 | 79          | 1m 7s           |     |
| 136   | 24     | 1. März 1775       | 21:39:20          | Total     | 47.9S 124.8W          | -0.6783 | 1.0304 | 139         | 2m 20s          |     |
| 136   | 27     | 3. April 1829      | 22:18:36          | Total     | 28.5S 142.6W          | -0.5803 | 1.0474 | 192         | 4m 5s           |     |
| 136   | 30     | 6. Mai 1883        | 21:53:49          | Total     | 8.1S 144.6W           | -0.425  | 1.0634 | 229         | 5m 58s          |     |
| 136   | 33     | 8. Juni 1396       | 20:41:02          | Total     | 9.9N 130.5W           | -0.2253 | 1.0751 | 250         | 7m 4s           |     |
| 136   | 36     | 11. Juli 1991      | 19:07:01          | Total     | 22N 105.2W            | -0.0041 | 1.08   | 258         | 6m 53s          |     |
| 136   | 39     | 12. August 2045    | 17:42:39          | Total     | 25.9N 78.5W           | 0.2116  | 1.0774 | 256         | 6m 6s           |     |
| 136   | 42     | 14. September 2099 | 16:57:53          | Total     | 23.4N 62.8W           | 0.3942  | 1.0684 | 241         | 5m 18s          |     |
| 136   | 45     | 17. Oktober 2153   | 17:12:18          | Total     | 18.8N 65.7W           | 0.5259  | 1.056  | 214         | 4m 36s          |     |
| 136   | 48     | 20. November 2207  | 18:30:26          | Total     | 15.8N 87.8W           | 0.6027  | 1.0434 | 180         | 3m 56s          |     |
| 136   | 51     | 22. Dezember 2261  | 20:38:50          | Total     | 16.1N 124.2W          | 0.636   | 1.0337 | 147         | 3m 17s          |     |
| 136   | 54     | 25. Januar 2316    | 23:05:17          | Total     | 21.4N 166W            | 0.6526  | 1.0282 | 126         | 2m 42s          |     |
| 136   | 57     | 27. Februar 2370   | 1:07:02           | Total     | 33.2N 157E            | 0.6865  | 1.0262 | 121         | 2m 17s          |     |
| 136   | 60     | 31. März 2424      | 2:10:10           | Total     | 51.3N 131.9E          | 0.7652  | 1.0254 | 133         | 1m 55s          |     |
| 136   | 63     | 3. Mai 2475        | 1:55:59           | Total     | 75.7N 107.7E          | 0.9034  | 1.0218 | 176         | 1m 20s          |     |
| 136   | 66     | 5. Juni 2532       | 0:28:58           | Teilweise | 67.5N 1.3E            | 1.0962  | 0.8224 |             |                 |     |
| 136   | 69     | 7. Juli 2586       | 22:07:07          | Teilweise | 64.5N 7.2E            | 1.327   | 0.3957 |             |                 |     |